# تب سرد
تب سرد نام یک مجموعه تلویزیونی به کارگردانی علیرضا افخمی است. این مجموعه در سال ۱۳۸۲ ساخته و از فروردین تا مهر سال ۱۳۸۳در بیست و چهار قسمت از شبکهٔ سوم صدا و سیمای جمهوری اسلامی پخش شده‌است. این سریال در سال ۱۴۰۳ از شبکه آی فیلم دوباره به نمایش گذاشته شد.

## خلاصه
شهاب کیانفر، کارخانه‌اش در شرف ورشکستگی قرار دارد؛ با این حال تلاش می‌کند تا با رقابت با پدرخانم متمولش (هرمز)، زندگی پر تجملی را برای همسرش(مرجان) تدارک دیده و با قرض و نزول کردن پول، کارخانه‌اش را نجات دهد. با وخیم‌تر شدن اوضاع مالی شهاب، او تصمیم می‌گیرد تا با طرح یک نقشه ساختگی و کمک گرفتن از همسر شخصی که پرستاری فرزندش (مانی) را به عهده دارد و به تازگی از زندان آزاد شده‌است، مشکلاتش را حل نماید.... 

## بازیگران
- شهاب حسینی
- کامبیز دیرباز
- حمید گودرزی
- شهرزاد عبدالمجید
- مهدی سلوکی
- سروش صحت
- سولماز غنی
- ایلیا شهیدی فر